# Yorck von Wartenburg (ród)

Herb hrabiów Yorck von Wartenburg

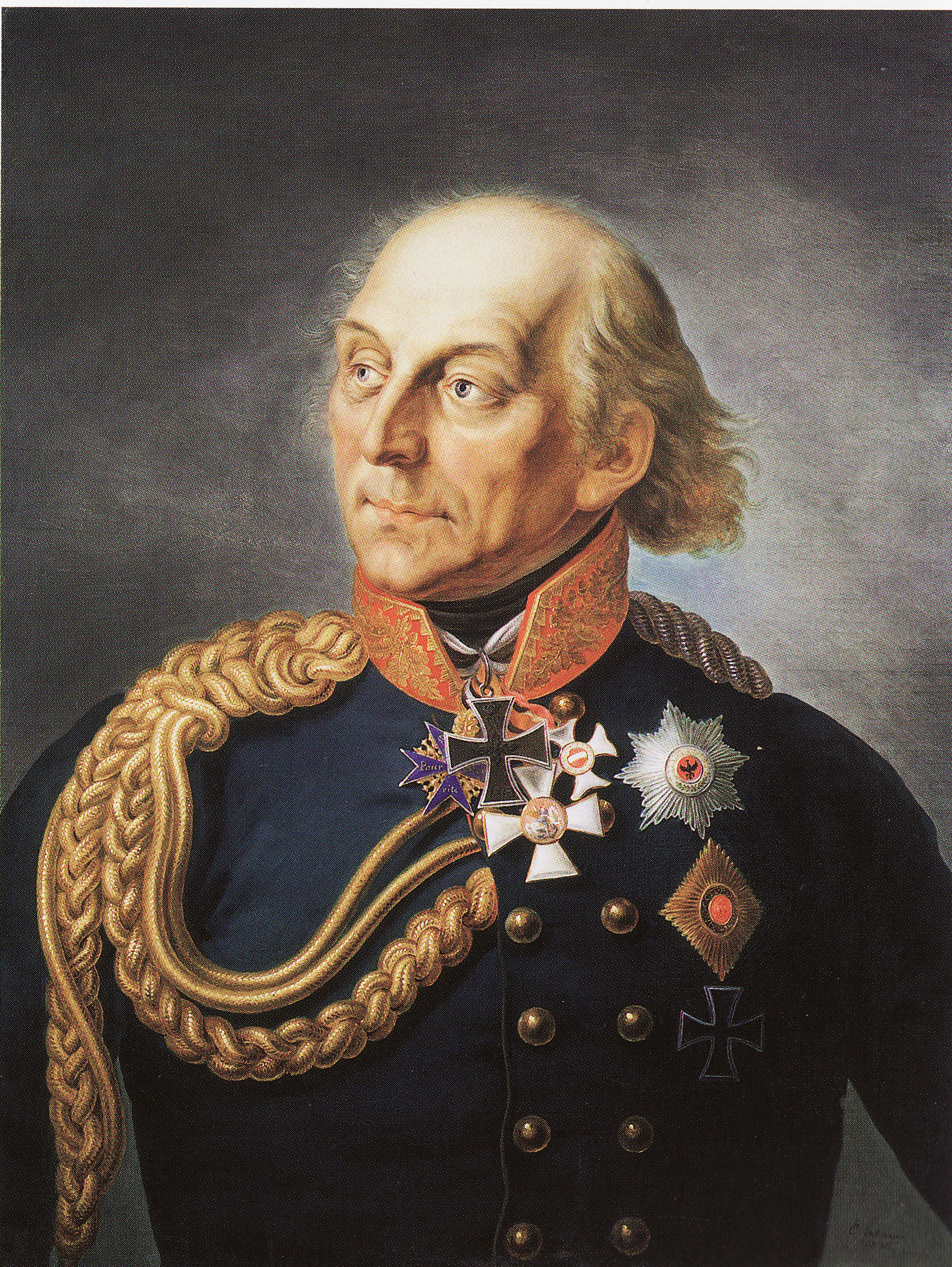
Johann Ludwig Yorck von Wartenburg

Yorck von Wartenburg – niemiecki ród hrabiowski, pochodzący od Johanna Ludwiga Yorcka von Wartenburg, pruskiego feldmarszałka z okresu wojen napoleońskich, który w 1814 roku uzyskał dziedziczny tytuł hrabiego, nadany przez Fryderyka Wilhelma III, króla Prus. Określenie von Wartenburg upamiętnia zwycięstwo nad wojskami francuskimi odniesione przez korpus dowodzony przez Johanna Ludwiga Yorcka w 1813 roku w rejonie wsi Wartenburg nad Łabą (obecnie część niemieckiego miasta Kemberg).

## Przodkowie
Jan Ciechanowicz podaje, że przodkami rodu Yorck von Wartenburg była pomorska rodzina szlachecka nosząca nazwisko Gustkowski lub Jarken-Gustkowski (na Litwie Gustkauskas). Według Zbigniewa Leszczyca Jarken-Gustkowscy stanowili jedną z gałęzi polskiej rodziny szlacheckiej o nazwisku Jarken, notowanej na Pomorzu w 1607 roku. Członkowie rodziny Jarkenów, pochodzenia kaszubskiego, posługujący się polskim herbem szlacheckim Gryf (w herbie oprócz gryfa znajdowała się srebrna poprzeczna belka), używali również nazwisk Jorken, Joricki, Gorka, Gurk, Jork, York, Skorken, Schurikon, Scuircken. Znane są także odmiany Jark, Jorek, Gorck, Gorcken, Gurck, Jarcka, Jarcken, Joricke i Yorck; według Marka Dzięcielskiego pierwotna kaszubska wersja nazwiska brzmiała Jark. Przemysław Pragert podaje, że Jarkowie to kaszubska rodzina, której przynależą herby własne: Gostkowski (Drzewica odmienny), albo Jark. Od wsi Gostkowo przybrali nazwisko odmiejscowe Jark-Gostkowski.
Dziadkiem Johanna Ludwiga Yorcka von Wartenburg był Johann Jarken (Jan Jarka, Johannes Jarke, Johann Jarcke) Gustkowski (ok. 1684–1736), w latach 1713–1736 kaznodzieja protestancki (pastor) w Rowach (niem. Rowe) koło Ustki, wsi rybackiej zamieszkanej przez Słowińców. Wygłaszał on kazania w języku kaszubskim. Badacze nie znają dokładnego miejsca jego pochodzenia i przypuszczają, że mógł się urodzić w Gostkowie Wielkim koło Bytowa. Nazwisko rodziny pastora występuje w źródłach także jako Gostkowski i Jork-Gostkowski, a Gostkowo Wielkie to po niemiecku Groß Gustkow; w Gostkowie Wielkim znajdował się majątek rodziny Jarcken (niem. Jarckenhof). Według Jana Stanisława Bystronia formy Jork i Jark były skróceniami imienia Jerzy (niem. Georg, Jörg, Jürgen, Jörgen); wspomina on o Jerzym Jark Gostkowskim, notowanym w 1643 roku, i pisze, że Gostkowscy byli drobną szlachtą z powiatu bytowskiego (ziemia lęborsko-bytowska). Dzisiejsi potomkowie feldmarszałka uważają, że pastor pochodził z Siemirowic (niem. Schimmerwitz) koło Lęborka.
Ojcem Johanna Ludwiga Yorcka von Wartenburg był David Jonathan von Yorck, urodzony w 1721 roku w Rowach, zmarły w 1784 roku w Królewcu, kapitan gwardii w armii Fryderyka Wielkiego. Zmienił on nazwisko z Jarken na von Yorck i zrezygnował z używania nazwiska Gustkowski. Na dawnym cmentarzu ewangelickim w Rowach, na tzw. Wzgórzu Cmentarnym, znajdowały się nagrobki kilku członków rodziny Jarke, w tym pastora Johanna Jarke (bez daty urodzenia i śmierci) oraz kapitana Adama Samuela Jarke (ur. 26 lutego 1719 w Rowach, zm. 1775), lecz obecnie ślady ich mogił są zatarte.

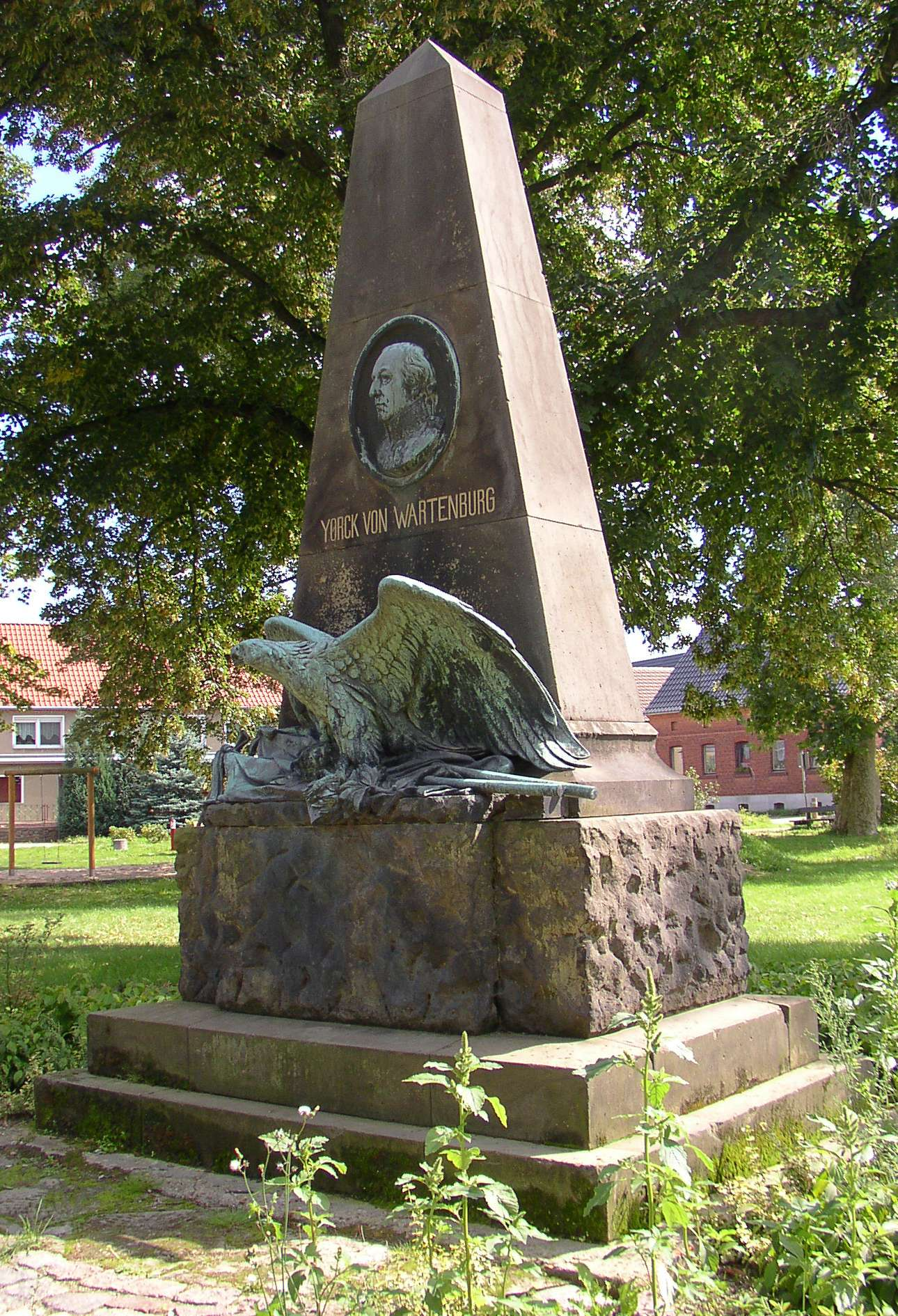
Obelisk upamiętniający Johanna Ludwiga Yorcka von Wartenburg na dawnym polu bitwy w Wartenburgu (Saksonia-Anhalt)

Istnieją również podania o pierwotnie brytyjskim pochodzeniu rodu Yorck von Wartenburg, łączonego z angielskim rodem hrabiów Hardwicke, o nazwisku Yorke, którzy uzyskali dziedziczny tytuł hrabiowski w 1754 roku (nadano go baronowi Philipowi Yorke). W dziewiętnastowiecznych biografiach feldmarszałka podawano, że zgodnie z tradycją rodzinną protoplastami rodu Yorck von Wartenburg mieli być angielscy zwolennicy Stuartów, którzy opuścili Anglię w czasach Olivera Cromwella, po czym przybyli na Pomorze jako żołnierze w służbie szwedzkiej. Nazwisko rodu było niekiedy zapisywane jako York; takiej formy użył na cokole pomnika w Oleśnicy Małej syn Johanna Ludwiga Yorcka von Wartenburg (w dokumentach hrabiostwa, datowanych 3 lipca 1814 roku, występuje pisownia Yorck). Przypisywanie rodowi Yorck von Wartenburg brytyjskiego pochodzenia nie znajduje potwierdzenia w źródłach historycznych, choć rodzina miała związki z Anglią – jedna z sióstr ojca feldmarszałka była matką aptekarza Gottlieba Leslie w Londynie.
Johann Ludwig Yorck von Wartenburg to jeden z licznych pruskich wojskowych i generałów pochodzenia kaszubskiego wywodzących się z ziemi bytowskiej; był wśród nich również gen. por. Albert Aleksander Otton von Gostkowski (1830–ok. 1900), którego ojciec pochodził z Gostkowa.

## Herb i dewiza rodu
Herb hrabiowski rodu Yorck von Wartenburg składa się z pięciu pól i jest tzw. herbem złożonym. Opis herbu: W polach I i IV, srebrnych, orzeł pruski; w polach II i III, złotych, miecze srebrne, otoczone wieńcami laurowymi zielonymi. W polu sercowym, srebrnym, krzyż świętego Andrzeja. Tarczę, podtrzymywaną przez lwa i jednorożca (podobnie jak w herbie Wielkiej Brytanii), zwieńcza korona hrabiowska, nad którą znajdują się trzy hełmy z klejnotami. Klejnot I: głowa lwa srebrna na wprost, klejnot II: orzeł pruski w lewo, klejnot III, miecz srebrny otoczony wieńcem laurowym. Labry na hełmie I błękitne, podbite srebrem, na hełmie II czarne, podbite srebrem, na hełmie III zielone, podbite złotem. Dewizą rodu, umieszczoną w herbie, jest łacińska sentencja: NEC CUPIAS, NEC METUAS („Nie pożądaj i nie lękaj się”).
Motyw krzyża świętego Andrzeja i dewiza herbowa nawiązują do herbu angielskich hrabiów Hardwicke (mają oni w herbie krzyż świętego Andrzeja i taką samą dewizę).

## Siedziba rodu (1814–1945)

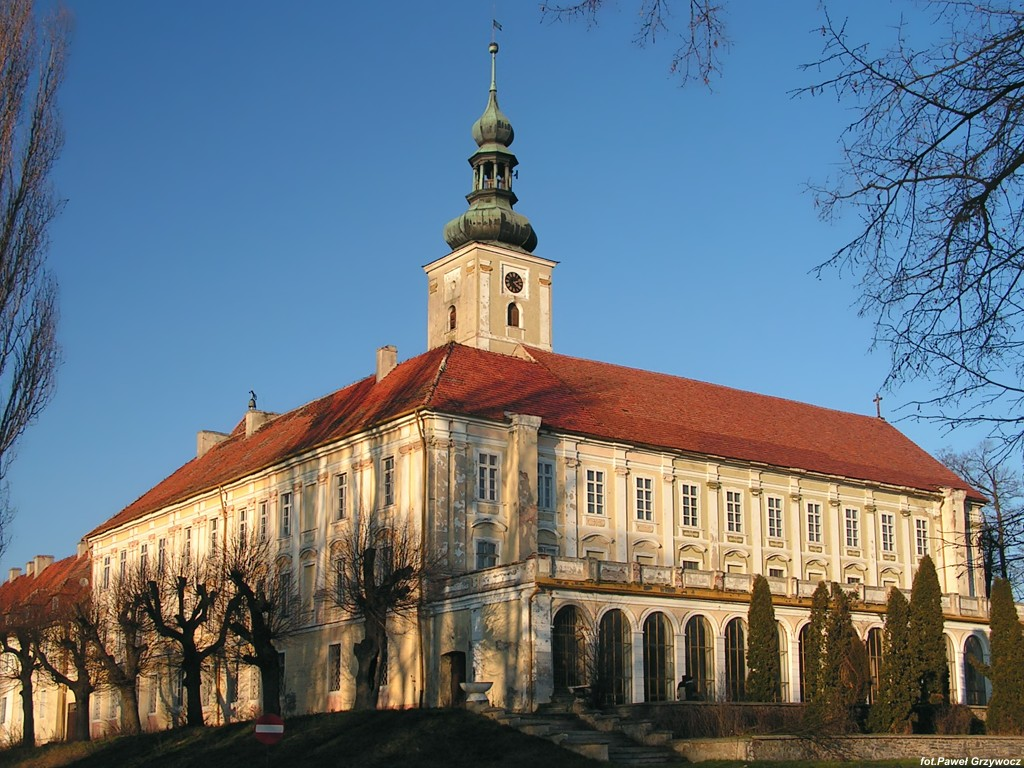
Pałac w Oleśnicy Małej na Dolnym Śląsku, dawna siedziba rodu Yorck von Wartenburg

W latach 1814–1945 główną siedzibą rodu Yorck von Wartenburg był pałac w Oleśnicy Małej na Dolnym Śląsku, wzniesiony w miejscu dawnej komandorii templariuszy (w późniejszym okresie joannitów). W 1822 roku Johann Ludwig Yorck von Wartenburg utworzył z posiadanych dóbr dwa klucze majątków, stanowiące własność niepodzielną (fideikomis). Pierwszy klucz (3158 ha) obejmował dobra Oleśnica Mała, Biskupice Widawskie, Kantschwitz, Zborowice, Gułów, Ośno, Kurów, Witowie, Niemil i Jędrzychowice. W skład drugiego klucza (1235 ha) wchodziły Śliwice, Piecowice i Bielawa. Synowie feldmarszałka z pierwszego małżeństwa zostali założycielami dwóch linii rodu: oleśnickiej i śliwickiej.
W Oleśnicy Małej znajduje się mauzoleum rodowe, zaprojektowane przez Karla Friedricha Schinkela, gdzie pochowano 19 członków rodu, w tym Johanna Ludwiga Yorcka von Wartenburg.

## Ważniejsi przedstawiciele rodu
Wśród członków rodu Yorck von Wartenburg byli m.in.:
- Johann Ludwig Yorck von Wartenburg (1759–1830), pruski feldmarszałek
- Ludwig Yorck von Wartenburg (1805–1865), członek pruskiej Izby Panów
- Hans Ludwig David Paul Yorck von Wartenburg (1835–1897), prawnik, pisarz i filozof
- Maximilian Yorck von Wartenburg (1850–1900), pruski oficer, dyplomata i historyk
- Heinrich Yorck von Wartenburg (1861-1923), pruski landrat w powiecie Groß Wartenberg i Oławie, członek Izby Panów
- Wolfgang Yorck von Wartenburg (1899–1944), polityk NSDAP, oficer Wehrmachtu
- Paul Yorck von Wartenburg (1902–2002), dyplomata, członek ruchu oporu w hitlerowskich Niemczech
- Peter Yorck von Wartenburg (1904–1944), prawnik, członek ruchu oporu w hitlerowskich Niemczech, jeden z założycieli Kręgu z Krzyżowej, skazany na śmierć za uczestnictwo w zamachu 20 lipca
- Marion Yorck von Wartenburg z d. Winter (1904–2007), prawniczka, członkini Kręgu z Krzyżowej
- Irene Yorck von Wartenburg (1913–1950), niemiecka lekarka, członkini Kręgu z Krzyżowej